# Loboder
Loboder (cyr. Лободер) – wieś w Serbii, w okręgu rasińskim, w gminie Trstenik. W 2011 roku liczyła 26 mieszkańców.